# Qatariska diplomatiska krisen 2017
Den qatariska diplomatiska krisen 2017 började den 5 juni 2017 när flera länder abrupt bröt sina diplomatiska förbindelser med Qatar. Dessa länder inkluderade Saudiarabien, Förenande Arabemiraten, Bahrain och Egypten. Som en konsekvens av detta har flera länder återkallat sina ambassadörer från Qatar samt att handelsblockader och reserestriktioner har införts mot landet.
Den saudiarabiskt ledda koalitionen anklagar Qatar för statsterrorism och hävdar att detta är det huvudsakliga motivet till att deras handlingar. Qatar förnekar bestämt att landet stödjer terrorism och hänvisar till att landet har stöttat USA i kriget mot terror samt deltagit i den pågående militära interventionen mot Islamska Staten. Saudiarabien och andra länder har även kritiserat det qatariska tv-bolaget al-Jazira och Qatars relationer med Iran.
Den 27 juli 2017 kommenterade den qatariska utrikesministern, Mohammed bin Abdulrahman Al Thani, den rådande situationen för media. Al Thani menade på att Egypten, Saudiarabien, Förenade Arabemiraten och Bahrain har visat "envishet" i konflikten och hävdade att dessa länder inte tagit några steg för att lösa konflikten. Al Thani tillade att FN:s säkerhetsråd, generalförsamlingen och andra FN mekanismer kunde spela en roll i att lösa konflikten.

## Bakgrund
Qatar har haft meningsskiljaktigheter gentemot andra arabiska stater på flera punkter: landet sänder tv-kanalen Al- Jazeera, har anklagats för att upprätthålla goda relationer med Iran och har tidigare gett stöd till den terrorstämplade organisationen Muslimska brödraskapet.
Landet anklagas även för att ha försökt blanda sig i andra arabstaters interna angelägenheter. Qatar förnekar bestämt alla anklagelser och pekar på att man bland annat bidragit till den USA-ledda koalitionen mot IS som bevis på att man inte stödjer terrororganisationer. Qatar pekar även på att man är en allierad till USA och är värd för den största amerikanska militärbasen i hela Mellanöstern.

### Tvistefrågor
Qatar upprätthåller relativt goda förbindelser med Iran jämfört med andra arabstater i området. Ett exempel på denna goda relation är att Qatar och Iran bland annat delar ägandet av världens största naturgasområde. Qatar har även använt sina kontakter med Iran för att hjälpa till att förhandla fram fredliga utbyten av gisslan och säkra evakueringar av civila från områden som drabbats i det syriska inbördeskriget. Qatar har dock också skickat in sina militära styrkor för att slåss mot miliser i det pågående inbördeskriget i Jemen som påstås få uppbackning av Iran. Landet har även stöttat rebellgrupper som kämpar emot den iransk-allierade syriska regeringen av Bashar al-Assad i det syriska inbördeskriget.
Qatar har tidigare gett stöd till det Muslimska brödraskapet, något som Saudiarabien och andra arabiska monarkier ser som ett hot, eftersom brödraskapet av ideologiska skäl motsätter sig monarki som ett legitimt styrelseskick. Den egyptiska regeringen har länge sett det Muslimska Brödraskapet som "fiende nummer ett". År 2011, under den arabiska våren stödde Qatar de egyptiska demonstranter som propagerade för förändring, såväl som det Muslimska brödraskapet i Egypten. Saudiarabien stödde däremot, i kontrast mot Qatar, den dåvarande presidenten Hosni Mubarak och stödjer den sittande presidenten Abdel Fattah al-Sisi sedan den egyptiska statskuppen 2013.
Qatar har anklagats för att sponsra terrorism och har kritiserats särskilt för sin finansiering av rebellgrupper i Syrien, däribland den tidigare jihadistiska terrorgruppen Jabhat al-Nusra. Denna kritik har endast riktats till Qatar, trots att länder som t.ex. Saudiarabien också bidragit till finansieringen av samma grupp.
Qatar har varit värd för företrädare av de afghanska talibanerna och Hamas. Qatar försvarar detta genom att man försökt att agera som en mellanhand i de regionala konflikter som råder i Mellanöstern. Qatar var till exempel värd för samtal mellan de afghanska talibanerna och den afghanska regeringen under 2016.
Den 6 juni 2017 uttalade sig det amerikanska utrikesdepartementet om Qatars kopplingar till terrororganisationer och pekade på att Qatar gjort framgångar men att det fanns mycket kvar att göra när det kommer till finansiering av terrororganisationer.

### Tidigare diplomatiska incidenter
| Egyptens president Abdel Fattah el-Sisi (vänster), som ledde en statskupp mot den dåvarande presidenten Muhammad Mursi (höger), som stöttades av Qatar |  | Egyptens president Abdel Fattah el-Sisi (vänster), som ledde en statskupp mot den dåvarande presidenten Muhammad Mursi (höger), som stöttades av Qatar |
| Egyptens president Abdel Fattah el-Sisi (vänster), som ledde en statskupp mot den dåvarande presidenten Muhammad Mursi (höger), som stöttades av Qatar |  | |

I februari 2015 försämrades relationerna mellan Egypten och Qatar då det egyptiska flygvapnet genomförde flyganfall mot IS-positioner i Libyen efter att 21 kristna egyptier dödats. Flyganfallen fördömdes av den qatariska tv-kanalen Al-Jazeera som sände bilder av de civila som avlidit som ett resultat av flyganfallen. Det här fick Tariq Adel, den egyptiska delegaten till Arabförbundet att anklaga Qatar för att stödja terrorism. Egyptiska medborgare startade en kampanj på internet som fördömde den qatariska regeringen. Gulfstaternas samarbetsråd avvisade de egyptiska anklagelserna och rådets generalsekreterare kallade uttalandet för falskt. Kort därefter drog Qatar tillbaka sin ambassadör från Egypten.

## Händelser som ledde fram till krisen

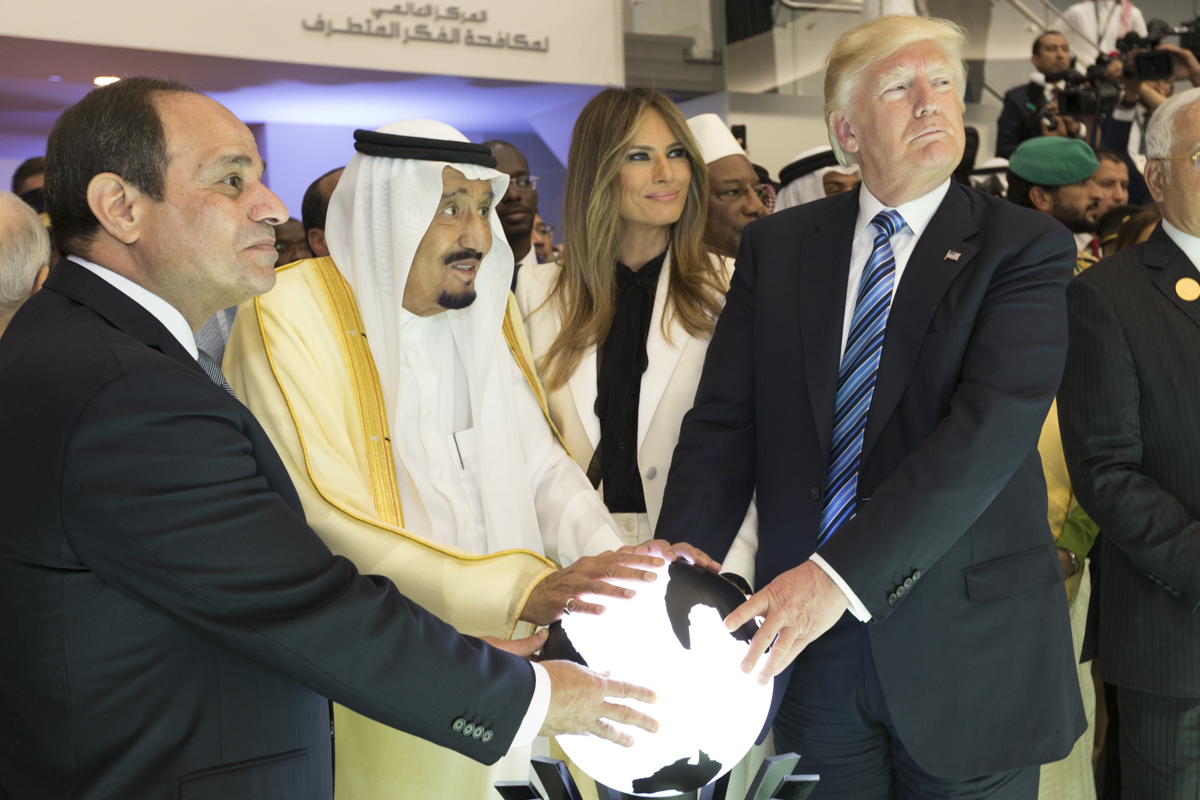
USA:s president Donald Trump, kung Salman av Saudiarabien, och egyptiska presidenten Abd al-Fattah al-Sisi vid Riyadhkonferensen 2017. I media har det spekulerats i att konferensen var katalysatorn till krisen.

De exakta anledningarna till den diplomatiska krisen är oklar men nyhetsrapportering pekar på flera olika händelser som föranledde krisen. Dessa händelser ska primärt ha skett i april och maj 2017.

### Förhandlingar i april 2017
I april 2017 var Qatar inblandad i en överenskommelse med både sunni - och shia militanter i Irak och Syrien. Överenskommelsen hade två mål. Det omedelbara målet var att säkra 26 qatariska gisslan (däribland medlemmar ur Qatars kungafamilj) som blivit kidnappade av militanta shiiter och hade varit tillfångatagna i mer än 16 månader. Det andra målet var att få både sunnitska och shiitiska militanter i Syrien att tillåta humanitär hjälp att nå syriska byar samt säker evakuering av civila i området. Enligt New York Times så tillät det här avtalet den säkra evakueringen av minst 2000 civila från den syriska byn Madaya. Det som fick Saudiarabien och Förenade Arabemiraten att reagera kraftigt är den summa pengar som Qatar betalde för att säkra överenskommelsen. Enligt Financial Times betalde Qatar 700 miljoner dollar till den shiitiska milisen i Irak, 120 - 140 miljoner till Tahir al-Sham och 80 miljoner till Ahrar al-Sham.

### Riyadhkonferensen 2017
Vid Riyadhkonferensen i slutet av maj 2017, samlades många världsledare, däribland den amerikanska presidenten Donald Trump, i regionen. Trump gav ett starkt stöd för Saudiarabiens insatser för att bekämpa stater och grupper som allierat sig själv med Iran och det Muslimska brödraskapet. Under konferensen slutfördes en massiv vapenaffär värd 110 miljarder dollar mellan USA och Saudiarabien. Mediespekulationer gör gällande att Trumps starka stöd för Saudiarabiens hållning kan ha fungerat som en katalysator för Saudiarabien och andra sunni-länder att återuppta och förstärka deras tidigare kampanjer mot Qatar.

### Attacker mot qatariska webbplatser
Den statliga qatariska nyhetsbyråns hemsida och andra statliga medieplattformar hackades enligt uppgifter i maj 2017. Enligt Al-Jazeera så publicerade hackarna falska nyheter om Qatars emir Tamim bin Hamad, där han uttryckte sympati för Iran, Hamas, Hizbollah och Israel. Qatar hävdar att nyheten var falsk men att de inte visste nyhetens ursprung. Trots detta publicerades nyheten i olika arabiska nyhetsmedier.
Amerikanska FBI skickade utredare till Qatars huvudstad Doha för att assistera den qatariska regeringen i sin utredning av incidenten. Enligt FBI var det ryska hackare som ska ha legat bakom publiceringen av de falska nyheterna om emiren. Enligt New York Times är det dock oklart om hackarna var sponsrade av den ryska staten. The Guardian rapporterade att hackarna var frilansare som fått betalt av en annan stat eller individ för att skapa konflikter bland USA:s allierade i Mellanöstern. Senare rapporterade New York Times att incidenterna kan ha varit en del av ett längre cyberkrig mellan Qatar och de andra gulfstaterna som först nu hade blivit uppmärksammat. Medier från Saudiarabien och Förenande Arabemiraten verkade vara väl förberedda på att rapportera om de falska nyheterna kring Qatar då många kommentatorer stod redo för att intervjuas inom ett kort tidsspann om händelsen.

### Al Jazeera Media Network
I maj 2017 ska Förenande Arabemiratens USA-ambassadörs mejlkonto ha blivit hackat. Mejlen som läckte till media beskrevs som "pinsamma" eftersom de visade kopplingar mellan Förenade Arabemiraten och en pro-israelisk grupp. Al-Jazeera och andra medier finansierade av den qatariska staten rapporterade om mejlen. Andra arabländer såg nyhetsrapporteringen som en provokation av Qatar och händelsen fördjupade sprickan mellan Qatar och arabstaterna. Den 9 juni utsattes Al-Jazeeras samtliga plattformar för en omfattande cyberattack. Det finns hittills inga indikationer på vem som låg bakom attacken.

## Diplomatiska reaktioner
Mellan den 5 och 6 juni 2017 bröt Saudiarabien, Förenade Arabemiraten, Jemen, Egypten, Maldiverna och Bahrain av alla diplomatiska förbindelser med Qatar.
Från och med den 10 juni 2017 har nio suveräna stater brutit diplomatiska förbindelser med Qatar.

- Bahrain
- Komorerna
- Egypten
- Maldiverna
- Mauretanien
- Saudiarabien
- Förenade Arabemiraten
- Jemen

Tobruk-regeringen i Libyen meddelade också att de har brutit alla diplomatiska förbindelser med Qatar trots att de inte har någon diplomatisk representation i landet. Tobruk-regeringen är baserad i östra Libyen och är inte erkänd internationellt som Libyens legitima regering.
Regeringen av den självutropade republiken Somaliland meddelade den 10 juni 2017 att även de har brutit alla diplomatiska band till Qatar i solidaritet med Saudiarabien, Förenade Arabemiraten och Egypten.
Samtliga medlemsstater i Gulfstaternas samarbetsråd (GCC) beordrade sina respektive medborgare att lämna Qatar. Tre gulfstater (Saudiarabien, Förenande Arabemiraten, Bahrain) gav alla qatariska besökare och invånare två veckor att lämna deras respektive länder. Utrikesministrarna från Bahrain och Egypten gav qatariska diplomater 48 timmar på sig att lämna länderna. Qatar utvisades även ur den Saudiarabiska ledda koalitionen som genomför militärinterventionen i Jemen.
Saudiarabien och de Förenade Arabemiraten beordrade sina hamnar att inte ta emot qatariska sjöfartyg som ägs av qatariska företag eller individer. Saudiarabien stängde även sin landgräns mot Qatar. Saudiarabien begränsade även sitt flygrum för det qatariska flygbolaget Qatar Airways. Saudiarabiens centralbank avrådde banker från att handla med andra qatariska banker i den qatariska valutan.
Förenade Arabemiratens justitieminister tillkännagav den 7 juni att all form av uttryck för sympati gentemot Qatar skulle ses som en illegal handling. Den som bröt mot detta skulle kunna straffas med upp till 15 års fängelse och/eller böter på motsvarande 136,000 dollar i landets valuta. Bahrain har infört ett liknande förbud som är straffbart med fängesle upp till fem år och/eller böter.
Saudiarabien har presenterat en lista av krav till Qatar genom kuwaitiska medlare som Qatar ska uppfylla för att blockaden ska lyftas. I listan krävs bland annat att Qatar bryter alla förbindelser med Iran och att alla medlemmar av Hamas och Muslimska brödraskapet som uppehåller sig i landet ska utvisas. Al-Jazeeras oberoende och pressfrihet ska beskäras i syfte av att stoppa inblandningar i andra länders interna angelägenheter och Qatar ska helt sluta finansiera och stödja alla terrororganisationer.
Från och med den 10 juni 2017 har fem länder nedvärderat sina diplomatiska relationer till Qatar utan att helt bryta sina diplomatiska förbindelser till landet.
- Tchad
- Djibouti
- Jordanien
- Niger
- Senegal

### Svar från Qatar
Qatars utrikesministerium har kritiserat reaktionerna från övriga arabländer och hävdar att deras åtgärder underminerar Qatars suveränitet.
Qatars utrikesminister Mohammed bin Abdulrahman Al-Thani hävdar att Saudiarabiens uttalande om Qatar är motstridiga. Samtidigt som Qatar anklagas för att stödja shia-muslimska Iran hävdar Saudiarabien att landet stödjer sunnitiska extremister som är motståndare till Iran.

### Övriga reaktioner
Ett flertal länder samt Förenta nationerna har uppmanat de involverade parterna att lösa krisen genom dialog.
- Algeriet
- Guinea
- Iran
- Marocko
- Ryssland
- Somalia
- Sudan
- Tunisien
- Turkiet
- Pakistan

Tysklands utrikesminister Sigmar Gabriel har uttryckt stöd för Qatar och kritiserat övriga arabländer för deras isolering av landet. Han anklagade dessutom den amerikanska presidenten Donald Trump för att ha eldat på konflikten i Mellanöstern genom den massiva vapenaffär USA undertecknade med Saudiarabien under Riyadhkonferensen 2017. Gabriel varnade arabländerna för en farlig utveckling i regionen genom en "trumpifiering" av relationer i regionen, särskilt eftersom regionen redan är sårbar för konflikter.
Israel ser krisen som en ny möjlighet till att bekämpa terrorism och hävdar att den diplomatiska krisen inte kopplas till varken Israel eller Palestina. De länder som brutit sina diplomatiska förbindelser med Qatar, har enligt Israel, gjort så för att de rädda för radikal islamistisk terrorism.
Pakistan har i ett uttalande sagt att de inte har några planer på att bryta sina diplomatiska förbindelser med Qatar. Pakistans parlament röstade för en resolution som uppmanar alla länder i konflikten att visa återhållsamhet och att de ska lösa sina skillnader genom dialog. En särskild diplomatisk delegation från Qatar besökte Pakistan och önskade att Pakistan skulle spela en positiv roll i konflikten. Pakistans premiärminister Nawaz Sharif lovade att Pakistan skulle göra allt de kan för att hjälpa parterna att lösa krisen och uppmanande hela den muslimska världen att göra detsamma. Medierapporter från Turkiet gjorde gällande att Pakistan skulle skicka 20 000 soldater till Qatar, men Pakistans utrikesministerium förnekade att så var fallet.
USA:s president Donald Trump berömde sig själv på Twitter för att ha gett upphov till den diplomatiska krisen. Dessa uttalanden stod i kontrast med uttalanden från både det amerikanska utrikesdepartementet och försvarshögkvarteret Pentagon som försökte förhålla sig neutralt i konflikten. Pentagon berömde Qatar för att ha upplåtit sin flygbas i landet till det amerikanska flygvapnet och för landets engagemang i regional säkerhet. USA:s ambassadör till Qatar uttalade sig på ett liknande sätt. Tidigare hade USA:s utrikesminister Rex Tillerson förhållit sig neutral i konflikten och uppmanat parterna till dialog.
Qatar är värd för ca 10 000 amerikanska trupper vid Al Udeid flygbas där USA:s centralkommando utövar en befälhavande roll i amerikanska flyganfall i Syrien, Irak och Afghanistan. En talesperson för Pentagon har sagt att den diplomatiska krisen inte kommer att påverka USA:s militära närvaro i Qatar. Den 8 juni erbjöd president Donald Trump, i ett telefonsamtal med den qatariska emiren, att vara en medlare i konflikten och att ett möte mellan parterna skulle kunna arrangeras i Vita Huset. Qatar nekade erbjudandet och en talesperson för regeringen meddelade att emiren inte har några planer på att lämna Qatar när landet är under blockad. Den 9 juni uttalade sig president Trump återigen om krisen och menade på att Qatar fick skylla sig själv för blockaden och kallade åtgärderna mot landet "hårda, men nödvändiga". Uttalandet stod i konflikt med ett annat uttalande från utrikesminister Tillerson som skedde samma dag där han uppmanade gulfstaterna att lätta upp på blockaden mot Qatar.
Iran har svarat på handelsblockaden mot Qatar genom att upprätta en luft - och havsbro som ska förse landet med matförsändelser. Detta ska syfta till att lindra effekterna av handelsblockaden mot Qatar som innan krisen i hög utsträckning var beroende av importer av livsmedel från andra arabstater i området. Det är dock oklart om Qatar importerar matförsändelserna eller om det handlar om bistånd från Iran. Iran har utöver matförsändelser även öppnat upp sitt luftrum för qatariskt flyg som har destinationer i Europa och Nordafrika då Saudiarabien, Förenade Arabemiraten och Bahrain stängt sina respektive luftrum för flyg från Qatar.
Den 7 juni godkände den turkiska nationalförsamlingen, med röstsiffrorna 240 för och 98 emot, att tillåta att turkiska trupper skickas till en turkisk militärbas i Qatar. Den turkiska presidenten Recep Tayyip Erdogan har kritiserat arabstaternas handlingar mot Qatar och hävdar att sanktioner och isolation inte kommer att lösa några problem. I ett tal till den turkiska nationalförsamlingen kallade president Erdogan isolationen av Qatar för inhuman och avvisade alla anklagelser som riktats mot landet. Erdogan uppmanade i talet att kung Salman av Saudiarabien skulle lösa krisen och visa ledarskap. Förutom det militära stödet har även Turkiet, likt Iran, påbörjat transporter av matförsändelser till landet. Även Marocko, som förhållit sig neutral i krisen, har meddelat att även de ska påbörja flygtransporter av förnödenheter till Qatar.
Den 8 juni uppmanade Egyptens ställföreträdande FN-ambassadör FN:s säkerhetsråd att öppna en utredning kring anklagelserna om att Qatar ska ha betalat upp till 1 miljard dollar till aktiva terrorgrupper i Irak och Syrien för att fria 26 qatariska gisslan, vilket skulle bryta mot gällande FN-resolutioner.
Eritrea vägrade en uppmaning från Saudiarabien och Förenande Arabemiraten om att de skulle kapa sina diplomatiska förbindelser till Qatar med hänvisning till sina "starka band till broderfolket i Qatar".